# Variabelbyte
Variabelbyte  eller variabelsubstitution, är inom matematiken en grundläggande teknik som används för att förenkla problem genom ersätta den ursprungliga variabeln med funktioner i andra variabler. Avsikten är förenkla problemet eller att göra problemet ekvivalent med ett bättre förstått problem.
Variabelbyte är en operation som är besläktad med substitution. Dessa är emellertid olika operationer, vilket framgår i samband med operationer som differentiering, derivering, tillämpning av kedjeregeln och integration genom substitution.
Ett mycket enkelt exempel på ett användbart variabelbyte är problemet att finna nollställena till ett sjättegradspolynom:
{\displaystyle x^{6}-9x^{3}+8=0}
Ekvationen kan skrivas
{\displaystyle (x^{3})^{2}-9(x^{3})+8=0}
Ekvationen kan förenklas genom att definiera en ny variabel u = x3. Substitution av x med {\displaystyle {\sqrt[{3}]{u}}} i polynomet ger
{\displaystyle u^{2}-9u+8=0,}
vilket är en andragradsekvation med lösningarna
{\displaystyle u=1\quad {\text{och}}\quad u=8.}
Lösningen i termer av den ursprungliga variabeln sker genom att substituera tillbaka x3 i u:
{\displaystyle x^{3}=1\quad {\text{and}}\quad x^{3}=8.}
Då är, under antagandet att x är ett reellt tal,
{\displaystyle x=(1)^{1/3}=1\quad {\text{och}}\quad x=(8)^{1/3}=2}

## Exempel

### Koordinattransformation
Vissa problem kan lösas betydligt enklare genom övergång till  polära koordinater, till exempel ekvationen
{\displaystyle U(x,y):=(x^{2}+y^{2}){\sqrt {1-{\frac {x^{2}}{x^{2}+y^{2}}}}}=0}
vilken kan vara en funktion som beskriver den potentiella energin för ett fysikaliskt system. Om lösningen inte är uppenbar kan man försöka med substitionen
{\displaystyle \displaystyle (x,y)=\Phi (r,\theta )} som ges av {\displaystyle \displaystyle \Phi (r,\theta )=(r\cos(\theta ),r\sin(\theta ))}.
Notera att om {\displaystyle \theta } befinner sig utanför ett {\displaystyle 2\pi }-längdintervall, till exempel {\displaystyle [0,2\pi ]}, är mappningen {\displaystyle \Phi } inte längre bijektiv. Därför måste {\displaystyle \Phi } begränsas till exempelvis {\displaystyle (0,\infty ]\times [0,2\pi )}. Notera hur {\displaystyle r=0} är exkluderad, för {\displaystyle \Phi } är inte bijektiv i origo ({\displaystyle \theta } kan anta ett godtyckligt värde och punkten kommer att avbildas på (0, 0)). Genom att ersätta alla förekomster av de ursprungliga variablerna med de nya uttrycken, bestämda av {\displaystyle \Phi } och med användandet av identiteten {\displaystyle \sin ^{2}x+\cos ^{2}x=1}, erhålls
{\displaystyle V(r,\theta )=r^{2}{\sqrt {1-{\frac {r^{2}\cos ^{2}\theta }{r^{2}}}}}=r^{2}{\sqrt {1-\cos ^{2}\theta }}=r^{2}\left|\sin \theta \right|}.
Nu kan lösningen enkelt hittas:
{\displaystyle \sin(\theta )=0}, så {\displaystyle \theta =0} eller {\displaystyle \theta =\pi }. Genom att tillämpa inversen till {\displaystyle \Phi } framgår att detta är ekvivalent med {\displaystyle y=0} medan {\displaystyle x\not =0}. Vi ser att för  {\displaystyle y=0} är funktionen noll med undantag för origo.
Notera att om vi tillåtit {\displaystyle r=0}, hade origo också varit en lösning, även om det inte är en lösning till det ursprungliga problemet. Här är bijektiviteten hos {\displaystyle \Phi } avgörande. Notera också att funktionen alltid är positiv (för {\displaystyle x,y\in \mathbb {R} }), vilket motiverar absolutvärdet.